# Juden im Herzogtum Westfalen
Die Geschichte der Juden im Herzogtum Westfalen begann im Hochmittelalter. Allerdings sind Spuren jüdischen Lebens außerhalb von Soest spärlich. Nach der Großen Pest und den folgenden antijüdischen Übergriffen kam es zu einem Bruch und einem vorläufigen Ende jüdischen Lebens. Einen Aufschwung erlebte das Judentum im Herzogtum Westfalen seit dem 17. Jahrhundert. Neben den jüdischen Einwohnern in den Städten entstand ein Landjudentum in den Dörfern. Im Wesentlichen lebten die Juden der Region von Geld- und Handelsgeschäften. Mit Hilfe von Judenordnungen reglementierten die Kölner Kurfürsten als Landesherren das jüdische Leben, ihre Abgaben und das Verhältnis zur Mehrheitsgesellschaft. Ihre inneren Angelegenheiten regelten die Juden in Form einer korporativen Landjudenschaft weitgehend autonom. Das Ende des Kurstaates und der Übergang der Region an die Landgrafschaft Hessen-Darmstadt (1803) und das Königreich Preußen (1816) änderten rechtlich gesehen nichts Grundsätzliches. Trotz gewisser Liberalisierungen galt die alte Judenordnung weiter. Während die Judenschaften als jüdische Korporation anderswo 1803 aufgehoben wurden, blieben diese im ehemaligen Herzogtum Westfalen bestehen. Erst 1847 kam es zur rechtlichen Gleichberechtigung der Juden der Region mit anderen preußischen Staatsbürgern und einige Zeit später traten an die Stelle der Judenschaft Synagogengemeinden oder -bezirke.

## Mittelalter

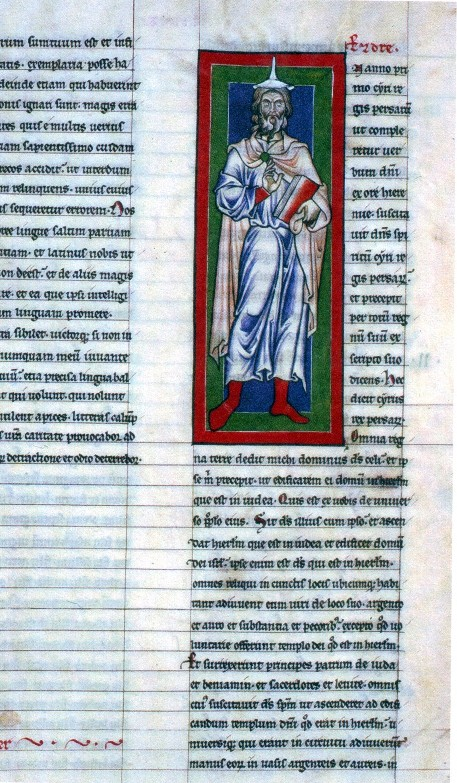
Der Prophet Ezra in einer Handschrift des Klosters Wedinghausen um 1220. Der Prophet trägt den Judenhut als Kennzeichen der Zugehörigkeit zum Judentum

Im 13. Jahrhundert lassen sich Juden im Herzogtum Westfalen 1247/55 in Soest und im näheren Umfeld des Landes in Siegen 1253 oder Iserlohn 1237 nachweisen. Alle diesbezüglichen Quellen stehen in Zusammenhang mit Köln. In dieser Zeit haben sich die Kölner Erzbischöfe um die Entwicklung ihrer westfälischen Besitzungen bemüht und dabei auch den Zuzug von Juden gefördert. Im Jahr 1255 ist von Juden im Herzogtum die Rede. Nicht sicher, aber wahrscheinlich ist, dass es außer in Soest in einigen größeren Orten, die genügend Erwerbsmöglichkeiten boten, Juden gegeben hat. Als Erzbischof Walram von Jülich 1339 Graf Gottfried IV. von Arnsberg zum Marschall von Westfalen ernannte, nahm er die Juden, „die in den Städten und befestigten Orten“ lebten, ausdrücklich aus. Nähere Angaben, welche Städte dies gewesen waren, fehlen.
Soest als das wirtschaftliche Zentrum des kölnischen Westfalen spielt hinsichtlich des jüdischen Lebens eine Sonderrolle. Hier lassen sich am frühsten Juden nachweisen. Auch spielt die Darstellung Juden in der Kunst der Stadt eine Rolle, wie kaum sonst in Westfalen. Ein Beispiel ist die Altarretabel der Wiesenkirche aus der Zeit um 1230/40 mit der Darstellung einer Frau als personifizierte Synagoge. Aus Soest ist aus der Zeit um 1300 auch einer der wenigen westfälischen Judeneide überliefert.
In der Stadt hatte es eine religiös aktive Gemeinde gegeben. Großes Aufsehen hat erregt, dass ein Scholaster und Kanoniker mit Namen Robert zum Judentum konvertiert war. Ein jüdischer Frommer verbrannte 1310/1335 „Ketzerbücher“ in der Stadt. Die Gemeinschaft war also so groß, dass es zu innerjüdischen religiösen Streit kommen konnte. In etwa in diese Zeit bekam der städtische Rat das Recht die Juden der Stadt zu besteuern. Eine Steuerliste aus der Zeit um 1330/50 weist 20 Einträge auf. Sie kamen aus der näheren Umgebung (Lippstadt) oder vom Niederrhein. Insgesamt hat es in dieser Zeit etwa 50–60 Juden in der Stadt gegeben. Bereits vor der großen Pest dürfte auch der Judenfriedhof bestanden haben. Die Stadt war so etwas wie Vorort für die Juden im Herzogtum.
Nach der großen Pest 1350 kam es auch in Westfalen etwa in der Grafschaft Mark zu Verfolgungen. Auch Soest war davon betroffen. Möglicherweise steht auch ein dieser Zeit vergrabener Geldhort bei Albringhausen bei Attendorn mit dieser Verfolgungswelle in Zusammenhang.
Die Vorgänge nach der Pest beendeten jüdisches Leben für längere Zeit im Herzogtum. Hinzu kam, dass sich in dem Gebiet die jüdischen Erwerbsmöglichkeiten verringerten. Teile der Region waren wie kaum andere Gebiete vom spätmittelalterlichen Wüstungsprozess betroffen. Mit der Vertreibung der Kölner Juden 1424 fehlten den Juden im Herzogtum zudem ein wichtiger Rückhalt. Nur vereinzelte Nachrichten wie eine Schadensersatzleistung für einen Juden in Rüthen 1447 oder ein Hinweis aus Attendorn 1451 lassen einzelne Juden in der Region vermuten.
Die Vemegerichte der Region beschäftigten sich im Spätmittelalter bis in die Frühe Neuzeit vielfach mit Juden und luden immer wieder insbesondere Juden aus Frankfurt vor. Damit missachteten sie eine Anordnung von Kaiser Ludwig dem Bayern aus dem Jahr 1342, in der dieser verbot, Juden vor Vemegerichte zu laden. Graf Gottfried IV. von Arnsberg hat 1348 zugesagt, keine Juden mehr richten zu lassen. Mehrere Freigrafen kamen 1429 zu einer Rechtsweisung, dass Juden nicht vor die heimlichen Gerichte geladen werden dürfen, weil sie keine Christen und nicht zu dem Rechte des heiligen Reiches geboren seien und deshalb das heimliche Recht des Reiches nicht wissen. Auch wenn es in der Region keine oder kaum Juden gab, spielten sie in der Vorstellungswelt der Einwohner, wie die Beschäftigung der Veme mit den Juden zeigt, doch eine gewisse Rolle.
In Soest scheint es erst 1434 wieder Juden gegeben zu haben. Im Jahr 1438 hat der Jude Nachem aus Wien für die Erhebung eines Judenpfennigs für die Juden des Erzbischofs von Köln einen Betrag von 10.000 Gulden vorgesehen. 1000 Gulden entfielen auf die Juden des Herzogtums.
Soest gehörte seit der Soester Fehde von 1444–1449 nicht mehr zum Herzogtum. Dennoch sei erwähnt, dass die dortigen Juden 1564 aus der Stadt vertrieben wurden. In Arnsberg deuten Urkunden aus dem Kloster Wedinghausen auf die Anwesenheit von Juden im 15. Jahrhundert hin. Noch 1847 existierte hinter dem Alten Rathaus eine Judengasse. Auch sie ist ein Hinweis auf eine jüdische Bevölkerung. Durch die Erweiterung des Rathauses ist die Gasse überbaut worden.

## Frühe Neuzeit

### Quantitative Entwicklung

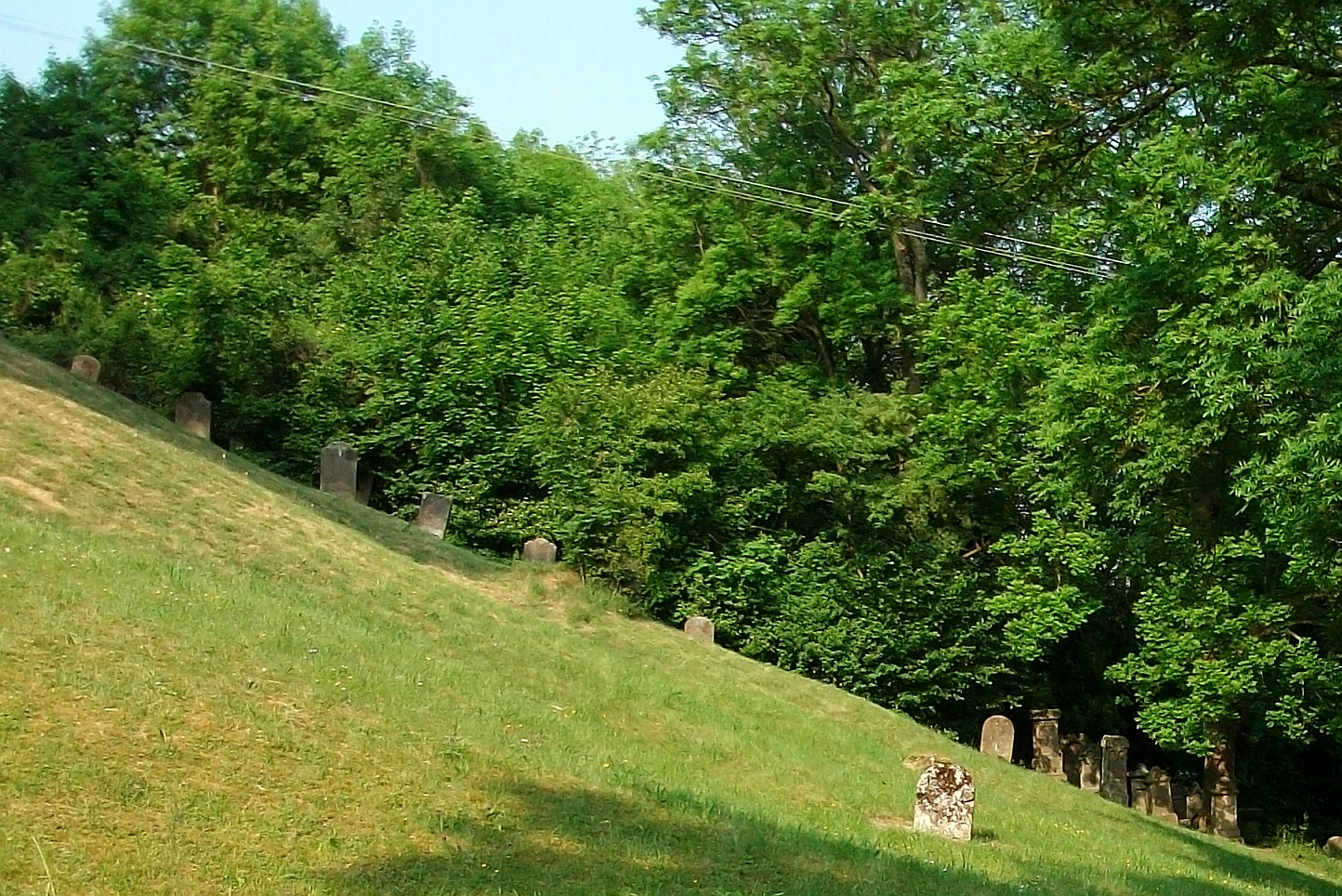
Jüdischer Friedhof unterhalb der Stadtmauer von Obermarsberg

Ab den 1560er Jahren gab es eine Zuwanderungswelle von Juden nach Westfalen. Dies trifft auch für das Herzogtum Westfalen zu. Bereits vorher waren Juden offenbar geschäftlich in der Region aktiv. In einer Bergordnung von 1559 wurde ausdrücklich untersagt, dass Juden Erz und Silber aufkaufen und außer Landes bringen durften. Nachweisbar sind Juden in Attendorn (zuerst 1568), Werl (1565), Hallenberg (1563), Medebach (1568), Brilon (1578), Geseke (1585/97), Rüthen (1587), Oestinghausen (1591), Arnsberg (vor 1600). Die Zahl der Familien lag um 1600 bei höchstens 16. Die weitere Entwicklung verlief unterschiedlich. Im bergigen südlichen Teil der Region verschwanden die Juden bis um etwa 1600 zunächst wieder. An anderen Orten konnten sie sich halten. Es gab aber selten mehr als ein halbes Dutzend Familien an einem Ort. Zwischen 1600 und 1650 gab es sieben Siedlungsorte (Brilon, Geseke, Marsberg, Neheim, Rüthen, Volkmarsen und Werl). Insgesamt gab es 22 Familien. In der Folgezeit nahm die Zahl jüdischer Einwohner stark zu. Im Jahr 1672 waren es bereits 59 Familien mit geschätzt 300 bis 350 Personen, die in 18 Orten lebten. Dies waren weniger als im benachbarten Hochstift Paderborn (55 Familien 1671), aber mehr als im Hochstift Münster (44 Familien 1678) und der Grafschaft Mark (47 Familien 1661). Hinter der recht geringen Zahl von Haushalten konnte eine beachtliche Anzahl von Personen stehen. Die durchschnittliche Kernfamilie hatte 4 Mitglieder. Hinzu kamen die „Brotgenossen“ also Mägde und Lehrjungen und eventuell ein Schulmeister. Damit kamen weitere sechs bis zehn Personen hinzu. Außerdem kamen die sogenannten Handelsknechte hinzu. Diese waren mehr Partner als Knechte. Diese waren vielfach verheiratet und hatten Kinder. Hinter den vier jüdischen Familien in Werl im Jahr 1649 verbergen sich so dreißig bis vierzig Personen.
Die Zahl der Juden stieg zwischen 1672 und 1700 stark von 59 Familien in 18 Orten auf 107 Familien in 29 Orten an. Im Jahr 1703 waren es 137 Haushalte in 38 Orten. Innerhalb von etwa dreißig Jahren hatte sich die Zahl der Juden also mehr als verdoppelt. Über die Entwicklung der Juden in der Regel mit dem Hinweis, ob sie über eine Geleit verfügen oder nicht geben mehrere Aufstellungen der kurfürstlichen Verwaltung Auskunft. In der Zusammenstellung aus dem Jahr 1703 heißt es etwa über die in Hüsten wohnenden Juden: „In Hustem seint zwey Juden, als Moyses und Joseph verglydet [vergleitet]. Dasselbsten wohnender jude Jacob aber hat zwarn vorhin ein gleydt gehabt, bey letzterer vergleydtung aber ihm armuts halber kein gleydt verschaffen können, wie sich dann auch befunden, dass er nicht allein arm, sondern auch beym christen in einem haus et sub uno tecto wohnhaft sey.“
Die genaue weitere Entwicklung ist auf Grund unterschiedlicher Angaben und Zählweisen nicht völlig eindeutig. Dennoch ist klar, dass die Zahl der Juden bis zum Ende des alten Reiches weiter zunahm. Im Jahr 1803 gab es 280 Familien. Dies entspricht einem Anteil an der Bevölkerung von 1,2 %. Seit 1672 hat sich die Zahl der Juden damit fast verfünffacht. Dabei war ihre räumliche Verteilung während der gesamten Epoche sehr unterschiedlich.
In den Quartalen Brilon und Rüthen war die Zahl der Juden doppelt so hoch wie in den Quartalen Werl und Bilstein. Wenige Jahrzehnte nach dem Ende des Reiches (1825) war die Zahl der Juden im Kreis Brilon die höchste im Regierungsbezirk Arnsberg.
In den Städten war die Zahl der Juden in Nieder- und Obermarsberg, in Geseke und Brilon besonders hoch. In einigen Städten gab es keine Juden. Die Gründe für Olpe sind nicht bekannt. In Arnsberg verbot ein kurfürstliches Privileg von 1671 die Ansiedlung von Juden. Deutlich stärker als in den Städten hat die Zahl der Juden im 18. Jahrhundert auf dem Land und insbesondere im Bereich einiger adeliger Patrimonialgerichte zugenommen. In Alme stellten sie immerhin 6,36 % der Bevölkerung. In Niederalme gab es sogar eine Judengasse. Die dortige Synagoge gehörte dem Grafen von Bocholtz zu Melschede. In Madfeld erregte die Zunahme der Juden den Unmut der christlichen Bevölkerung. In Lenhausen waren 1818 von 356 Einwohnern 66 Juden. Mit 18,54 % war dies der höchste Anteil im gesamten Regierungsbezirk Arnsberg.

### Judenordnungen und Obrigkeit

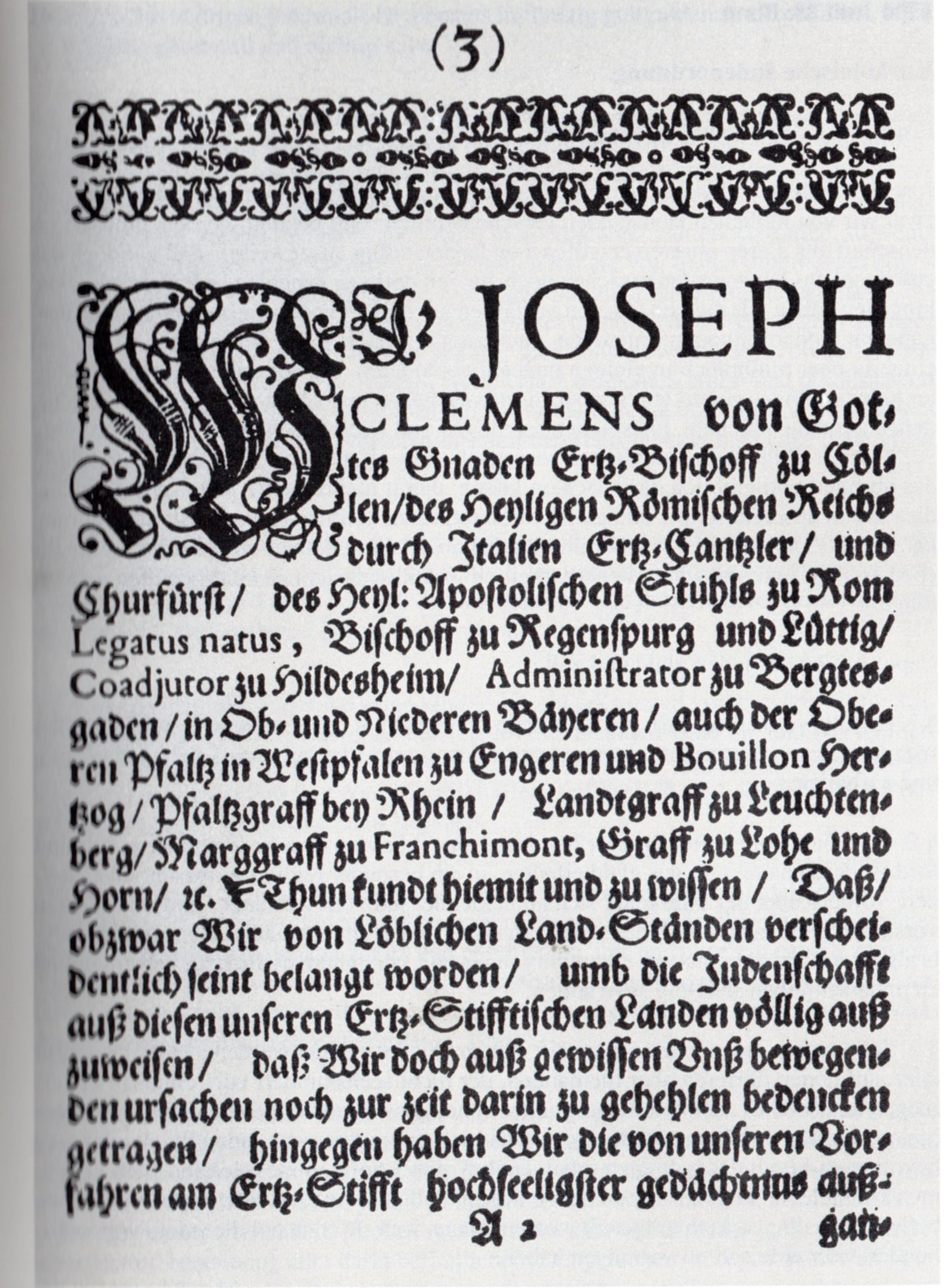
Erste Seite der kurkölnischen Judenordnung vom 28. Juni 1700

Die Kölner Kurfürsten und Landesherren im Herzogtum Westfalen regelten die Verhältnisse gegenüber den Juden mit Judenordnungen. Die zentrale rechtliche Grundlage für die Erlaubnis für Juden im kurkölnischen Machtbereich zu leben war der Erwerb eines sogenannten Geleitbriefes. Die grundsätzliche Regelung des Geleits trafen die Judenordnungen. Zu unterscheiden ist das persönliche Geleit für einen Haushaltsvorstand und seine Familie vom Gesamtgeleit der Judenschaft. Für das persönliche Geleit wurde nach Überprüfung der Person und seines Vermögens und der Zahlung einer Geldzahlung für den Bewerber und seine Familie nur für einen bestimmten Ort festgelegt. Dort konnte er sich niederlassen und einem nach der gültigen Judenordnung erlaubten Erwerb nachgehen. Das Generalgeleit für die Judenschaft des Territoriums galt für zehn oder zwölf Jahre oder bis zum Wechsel des Fürsten. Die Erneuerung war mit erheblichen Abgaben verbunden. Hinzu kam der Tribut als jährliche Abgabe. Das Judengeleit für einheimische Juden ist zu unterscheiden vom Judenleibzoll für durchreisenden und ausländische Juden. Der in den Generalgeleiten festgelegte jährliche Tribut musste die Judenschaft in ihrer Gesamtheit aufbringen. Der Leibzoll wurde von den jeweiligen Zöllnern vor Ort erhoben.
Eine erste Judenordnung wurde 1592 erlassen. Diese regelte zunächst den Schutz der Juden durch den Landesherren, sowie den von diesen zu leistenden Tribut, Zuzug und Wegzug. Die Ordnung legte das Verleihen von Geld als Haupterwerbszweig der Juden fest. Der Höchstzinssatz wurde auf 11,7 % festgelegt. Verboten war es Kirchengüter, Gerätschaften von Bauern und Waffen als Pfand anzunehmen. Das Verlangen von Zinseszins war ebenso untersagt wie Geschäfte mit Minderjährigen. Abgesehen vom Verkauf von zur Begleichung von Schulden angenommenen landwirtschaftlichen Gütern in den Dörfern nicht aber in den Städten war den Juden der Handel ebenso verboten wie das Handwerk. Das Wohnen in der Nähe von Kirchen war ihnen nicht gestattet. Bei hohen kirchlichen Festen mussten sie zu Hause bleiben. Zur äußerlichen Kenntlichmachung hatten die Juden einen gelben Ring sichtbar auf ihrer Kleidung anzubringen.
Im Jahr 1599 folgte eine zweite Judenordnung. Diese enthielt nicht mehr die diskriminierende Bestimmung hinsichtlich des Wohnens neben Kirchen und auch der gelbe Ring fiel weg. Dafür wurde eine zehnprozentige Vermögenssteuer bei Wegzug aus dem Machtbereich des Erzbischofs fällig. Es wurde unter anderem verboten, dass Juden mit Christen unter einem Dach leben durften. Es wurde das Führen von Rechnungsbüchern in deutscher Sprache vorgeschrieben. Juden durften nun das Handwerk eines Glasers ausüben. Wegen der schlechten wirtschaftlichen Lage und als Ersatz vom Ausschluss aus den meisten Berufen wurde der erlaubte Zinssatz, den die Juden bei Geldgeschäften nehmen durften, auf etwa 25 % massiv erhöht.
Eine 1614 erlassene Judenordnung gliederte sich in zwei Teile. Der erste befasste sich mit dem Judenschutz, der zweite mit den „Hantierungen“ der Juden. Wollten sie Schutz erhalten mussten die Juden ihr Vermögen angeben. In Unterherrschaften galt der Schutz nur innerhalb dieser Gebiete. Wenn auch abgemildert galten weiterhin Einschränkungen an hohen kirchlichen Feiertagen für die Juden. Die Einschränkungen im Bereich des Handels wurden gelockert. Unter anderem war ihnen der Handel mit Edelmetall, Pferden, ihnen übergebenen Waren und kurze Zeit später auch Lederwaren gestattet. Ausländischen Juden war Geldhandel verboten. Pfandgeschäfte waren nunmehr auch mit Minderjährigen und Dienstboten gestattet.
In der folgenden Zeit gab es verschiedene kurfürstliche Anordnungen, die das Leben der Juden reglementierten. Im Jahr 1651 wurde ihnen das Handeln mit Vieh an Sonn- und Feiertagen verboten. Ein weiteres Edikt bestimmte, dass Juden ohne Geleit auszuweisen seien. Ein Jahr später wurde der erlaubte Zinssatz auf 12 % beschränkt. Im selben Jahr reagierte der Kurfürst auf Klagen aus der Judenschaft und verbot die Misshandlung von Juden. Erneut auf Klagen der Judenschaft über Behinderungen verlieh Maximilian Heinrich den Juden des Herzogtums 1668 ein Privileg. Auch in den folgenden Jahrzehnten und Jahrhunderten kam es immer wieder zu Klagen der Juden über die Behinderung ihrer Erwerbstätigkeit, während die Obrigkeit immer wieder reglementierend eingriff.
Eine Judenordnung, die 1686 erneut diskriminierende Bestandteile wie einer erkennbaren Kennzeichnungen durch einen gelben Ring vorsah, wurde nicht eingeführt. Die im Jahr 1700 erlassene Judenordnung galt bis zum Ende des alten Reiches. Die Landstände auch des Herzogtums Westfalens hatten den Kurfürsten zuvor gedrängt die Juden auszuweisen, dieser war aber aus finanziellen Gründen dazu nicht bereit. Um den Zuzug zu erschweren, wurde das Mindestvermögen in den Städten von 800 auf 1000 Taler und in den Dörfern von 400 auf 600 Taler erhöht. Besonders betont wurde die Trennung von Juden und Christen im Alltagsleben. Erneut durften Juden nicht nahe an Kirchen wohnen. Besonders groß musste der Abstand der Synagoge zur Kirche sein. Wie schon früher durften Juden bei hohen christlichen Festtagen sich nicht auf den Straßen zeigen. Nicht nur in den Judenordnungen, sondern auch in anderen Rechtsbereichen kam es zu Regelungen, von denen Juden stark betroffen wurden. Seit der kurkölnischen Bergordnung von 1569 lässt sich eine Tendenz zum Ausschluss der Juden aus dem Montanwesen beobachten. In der Bergordnung von 1669 kam diese Entwicklung zu ihrem Abschluss.
Am Ende des alten Reiches bemühte sich die kurkölnische Judenschaft 1790 um eine günstigere Judenordnung. Diese wäre nötig, da die bestehende „zu einer Zeit errichtet worden, wo noch unbegründeter Religionshaß, Vorurteile und besonders eine Verachtung wieder die Juden herrschte.“ Die Juden verwiesen auf die Reformen von Joseph II. den Bruder des Kurfürsten Maximilian Franz von Österreich. In einem Gutachten eines Hofkammeradvokaten wurden eine Reihe von Vorschlägen zustimmend beurteilt. Hinsichtlich voller bürgerlicher Freiheiten war der Autor skeptisch. Zunächst sei eine bessere Schulbildung nötig, auch müsse den Juden „gute Moral“ beigebracht werden, sie müssten sich an das arbeiten gewöhnen und der Neigung zu „Wucher und Betrug“ entsagen. Aufgrund ihrer religiösen Vorurteile seien sie „in gewissen Graden unfähig, alle Pflichten zu erfüllen, die der Staat von seinen Bürgern verlangt.“ Insgesamt erinnert dieser Diskurs an die preußische Vorstellung einer Erziehungsemanzipation im frühen 19. Jahrhundert, wie sie etwa Christian Wilhelm Dohm vertrat. Als Folge der Umbrüche durch die französische Revolution, kam es nicht mehr zu einer neuen Judenordnung.

### Organisation der Juden

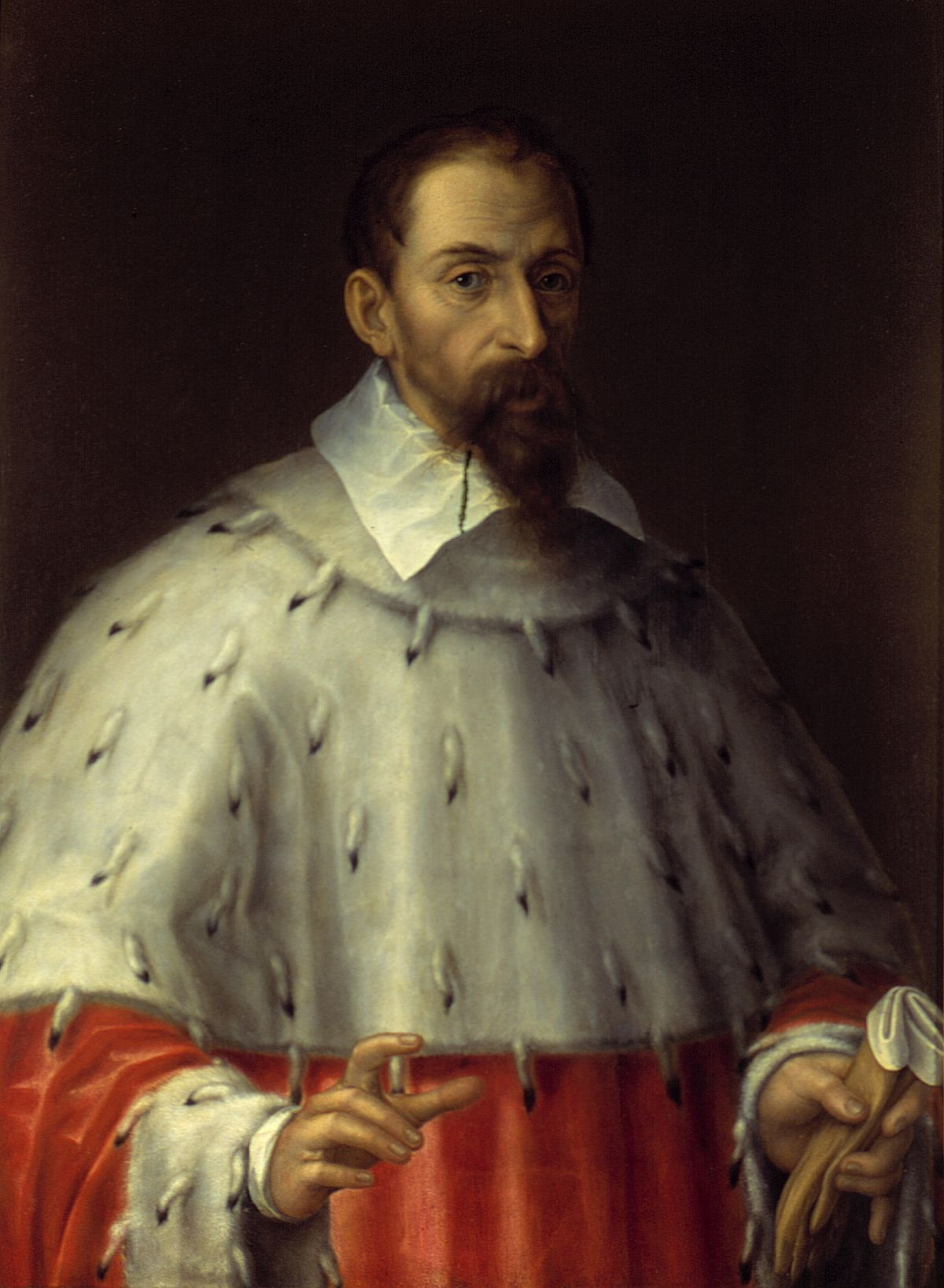
Ernst von Bayern diffamierte die Frankfurter Judenversammlung von 1604 als Rabbinerverschwörung und trug maßgeblich zum Scheitern einer reichsweiten Organisation der Juden bei.

Das innerjüdische Leben war keineswegs konfliktfrei. Es gab persönliche Animositäten und anderen Streit, wie etwa das Beispiel Werl zeigt. Zur inneren Konfliktregelung wie zur gemeinsamen Interessenverteidigung nach außen bedurfte es daher organisierter Formen des Zusammenlebens. Es gab in den 1580er Jahren Ansätze einer Organisation der Juden im Gesamtraum Westfalen. An ihnen beteiligten sich auch Juden aus dem Herzogtum Westfalen. So war Samuel von Attendorn „legatus Judaeorum.“ Er ist gleichzeitig ein Beispiel für Übergriffe trotz kurfürstlichen Schutzes. Er wurde 1578 vom Verwalter der Burg Waterlappe überfallen, gedemütigt und mit dem Tode bedroht. Ihm gelang es, nicht nur die abgenommenen Schuldscheine zurückzubekommen, sondern er erhielt auch Schadensersatz und der Täter wurde festgenommen. Im Jahre 1603 waren westfälische Juden auch bei der großen jüdischen Zusammenkunft in Frankfurt am Main anwesend, wo eine allgemeine reichsweite Organisation der Juden beschlossen wurde. Zuvor wurden zwei Juden aus Hamm als Delegierte auf einem westfälischen Treffen in Kamen gewählt. Dort waren auch Vertreter aus dem Herzogtum anwesend. Der Kölner Kurfürst Ernst von Bayern, der teilweise entmachtet in Arnsberg lebte, war maßgeblich daran beteiligt, aus der Frankfurter Versammlung die Frankfurter Rabbinerverschwörung gegen Kaiser und Reich zu konstruieren. Damit wurde eine einheitliche reichsweite jüdische Organisation verhindert. Der zweite Hauptverantwortliche war der Abtrünnige Levi von Bonn, der diese Vorwürfe bei einem Prozess in Menden erhob.
Im Jahre 1607 wurde ein Schmolle aus Werl zu der angeblichen Rabbinerverschwörung verhört. Er gab an, dass sie keine Rabbiner in Westfalen hätten, dass sie sich in Schul(d)sachen an Frankfurt orientieren und er selbst wie sein Vorgänger vom Kurfürsten eingesetzt worden wäre. Im Übrigen würden sie im Zweifel dem Landesherren folgen. In der Folge endete auch die Organisation der Juden auf westfälischer Ebene. Es gab weiterhin lockere Kontakte zu den jüdischen Zentren insbesondere nach Frankfurt. Im Jahr 1790 baten die Juden des Herzogtums, sich in Streitfragen an die Rabbiner in Prag, Frankfurt oder Amsterdam wenden zu dürfen.
Nach dem Ende der umfassenden innerjüdischen Organisation gab es im Herzogtum Judenvorsteher. Ein erster namentlich bekannter war 1640 Wulf von Geseke. Er hatte 1648 zusammen mit Isaak von Werl die Juden des Herzogtums in Klassen einzuteilen. Dabei ging es um die Zahlung kriegsbedingter Abgaben an die Schweden und Hessen. Der genannte Isaak von Werl und ein Bernd von Geseke stellten ebenfalls aus Gründen der Steuerzahlung 1672 eine erste Liste der Juden im Herzogtum zusammen.
Die Juden unterstanden der Hofkammer in Bonn. In die inneren jüdischen Angelegenheiten mischte die Behörde oder der Kurfürst sich nicht ein. Ein Judenpedell übermittelte die obrigkeitlichen Anweisungen an die gewählten Vorsteher. Die Vorsteher haben teilweise über Jahrzehnte amtiert. Es gab jeweils drei Vorsteher, die jedoch nicht alle namentlich bekannt sind. Manche wurden auch als Obervorsteher bezeichnet. Nicht zuletzt haben sie versucht Verschlechterungen abzuwenden. In Eingaben an den Landesherren forderten sie angesichts offenbar häufiger Übertretungen, zumindest die in den Judenordnungen festgelegten Rechte gegenüber den untergeordneten Funktionsträgern durchzusetzen. Auch halfen sie sofern möglich bei individuellen Notfällen. Die Vorstehern wurde auf eigenen Landtagen gewählt. So fand etwa 1796 ein Landtag in Rüthen und 1803 einer in Brilon statt. Auf diesem waren etwa 119 Personen anwesend. Stimmberechtigt waren die jüdischen Haushaltsvorstände im Herzogtum. Witwen konnten sich von einem ihrer Söhne vertreten lassen. Die Landtags wählten neben den Vorsteher Deputierte und Nebendeputierte. Dort wurden auch die Steuern umgelegt und über die Angelegenheiten der Gemeinschaft beraten. Weitere Funktionsträger waren die Taxatoren, die für die Einteilung der Juden in Steuerklassen zuständig waren, sowie die Oberkollektoren und Kollektoren, die die Steuern eintrieben. Ebenfalls zu den Funktionsträgern gehörte ein Landschreiber. Die Landtage der Juden fanden unregelmäßig unter dem Vorsitz des Vizerabbiners statt. Dessen Anwesenheit war nötig, da die Satzung der Landtage wie auch die Quittungen und Rechnungen auf Hebräisch ausgestellt wurden und daher die Anwesenheit eines entsprechend Gebildeten notwendig war.
Liste der namentlich bekannten Judenvorsteher
- 1703: Jobst Leyser (Erwitte)
- 1713: Jobst Leyser (Erwitte), Mannes Jacob (Hallenberg), Michael Cohn

- 1717: Jobst Leyser (Erwitte), Mannes Jacob (Hallenberg), Hymann Nathan (Werl)
- 1731: Samuel Meyer (Geseke)
- 1738: Samuel Meyer (Geseke), Heymann Nathan (Werl)
- 1748: Emanuel Katz (Störmede), Feidel Herzog (Obermarsberg)
- 1766: Feidel Herzog (Obermarsberg), vertreten durch seinen Sohm Isaak Feidel
- 1767: Schmuel Israel (Brilon), Isaak Feidel (Obermarsberg)
- 1772: Isaak Feidel (Obermarsberg) (Bis 1800)
- 1783: Isaak Feidel (Obermarsberg), Lehmann Herz (Werl)
- 1796: Isaak Feidel (Obermarsberg), Heinemann Kohn (Volkmarsen)
- 1797: Isaak Feidel (Obermarsberg), Bendix Meyer (Rüthen)
- 1799: Isaak Feidel (Obermarsberg), Bendix Meyer (Rüthen), Calman Emanuel (Geseke), Heinemann Samuel (Volkmarsen)
- 1801: Bendix Meyer (Rüthen), Calman Emanuel (Geseke), Heienamm Cohn (Volkmarsen)
- 1803: Bendix Meyer (Rüthen), Heinemann Samuel (Volkmarsen), Calman Emanuel (Geseke)

### Religiöse Einrichtungen

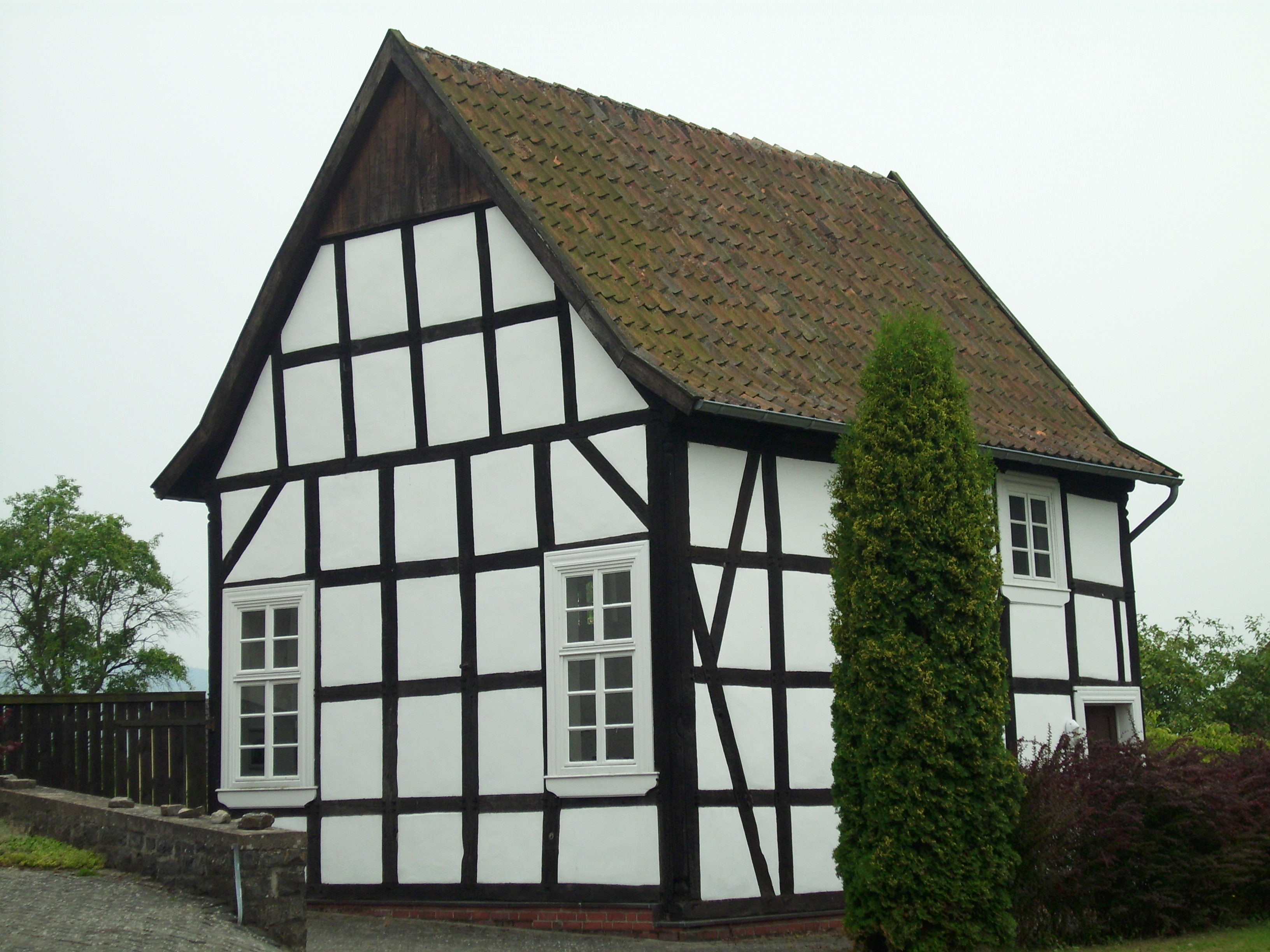
Fachwerksynagoge Padberg aus dem 18. Jahrhundert

In Orten mit einer nennenswerten jüdischen Bevölkerung gab es am Ende des alten Reiches eine Synagoge. Vor 1800 sind Synagogen etwa bekannt aus: Oestinghausen, Hovestadt, Geseke, Anröchte, Werl, Rüthen, Alme, Padberg, Obermarsberg, Niedermarsberg, Brilon, Lenhausen, Hallenberg. Dabei konnte es sich um ein eigens gebautes Gebäude handeln. Oft handelte es sich nur um einen gemieteten Raum. Eine Synagoge bedurfte der kurfürstlichen Genehmigung. Diese wurde beispielsweise den Attendorner Juden 1732 nicht erteilt. Wie in den Kirchen dienten die Synagogen auch der Verlesung obrigkeitlicher Verfügungen. Nach der Judenordnung von 1700 musste die Synagoge mindestens vier Häuser von der nächsten Kirche entfernt sein. Fremde Juden wurde 1720 der Besuch der Synagogen im Land verboten. Die Zahl der jüdischen Friedhöfe war gering. Im Jahr 1625 entstand der jüdische Friedhof in Rüthen. Ebenfalls aus der frühen Neuzeit stammt der Friedhof in Obermarsberg. Die Friedhöfe dienten auch der Bestattung der Verstorbenen aus den umliegenden Orten.
Anstatt des in Bonn lebenden Landesrabbiner, waren die Judenvorsteher auch für die jüdischen Hochzeiten zuständig. Im Land selbst amtierte ein Vizerabbiner. Dieser erhielt ein Jahresgehalt von 100 Talern. Er war für alle religiösen und kultischen Fragen zuständig. Er hatte auch die Aufsicht über die Synagogen im Land. Ihm untergeordnet waren die Vorsänger, die wohl meist auch den jüdischen Unterricht gaben. Die Ausbildung der Vorsänger war häufig gering. Teilweise verstanden sie die hebräischen Texte nicht. Das Kultpersonal im weitesten Sinn brauchte kein Judengeleit zu zahlen. Allerdings war ihnen auch der Handel untersagt.

### Erwerbsarten und Soziale Lage

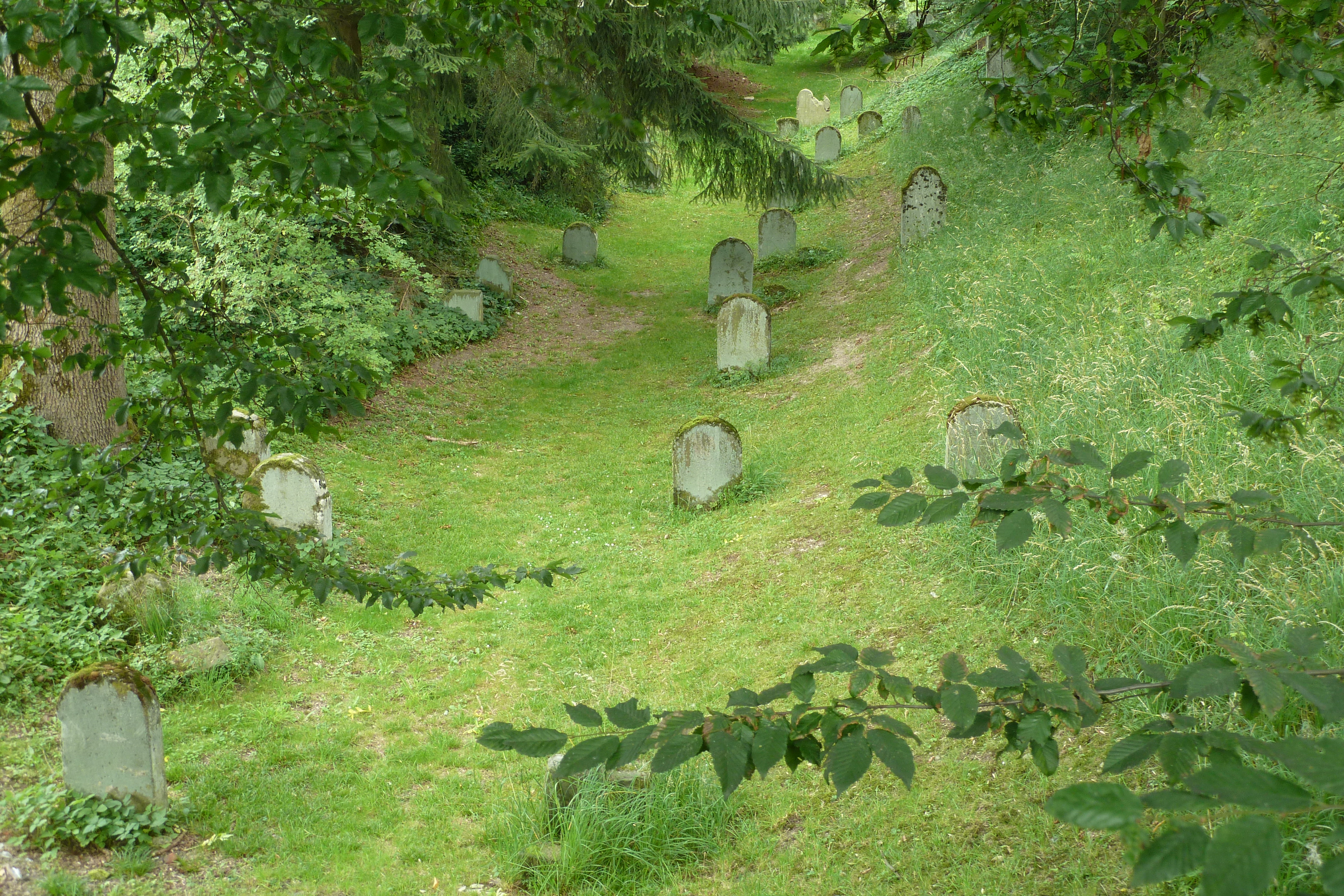
Jüdischer Friedhof in Rüthen in einem Befestigungsgraben unterhalb der Stadtmauer

Das Verleihen von Geld gegen Pfand war zunächst der Haupterwerbszweig. Meist ging es nur um geringe Summe. Bemerkenswerterweise gab es auch Jüdinnen, die Kleinkredite vergaben. Hohe Kredite wie die 2000 Reichstaler, die der Werler Münzmeister Engelhard Hausmann 1611 bei einem unbekannten jüdischen Geldverleiher aufgenommen hatte, waren selten. Auch die Städte liehen sich Geld. So nahm Obermarsberg 1632 einen Kredit über 1700 Reichstalern bei Levi Salomon auf. Als die Summe mit Zinsen auf 2130 Taler angewachsen war, weigerte sich die Stadt zu zahlen und erst ein Urteil des Reichskammergericht zwang die Stadt ihren Verpflichtungen nachzukommen.
Daneben war der teilweise umstrittene Viehhandel und der von der Judenordnung gedeckte Pferdehandel verbreitet. Auch andere Handelswaren tauchen in den Quellen auf. Das an sich außer für den Eigenbedarf verbotene Schlachten und der Handel mit Fleisch wurde nicht selten betrieben. In Werl und wohl auch anderswo waren insbesondere die nichtjüdischen Schlachter die schärfsten Kritiker der Juden, in denen sie insbesondere eine wirtschaftliche Konkurrenz sahen. Im Jahr 1737 wurden genauere Daten erhoben. In den Haushalten lebten durchschnittlich 5,68 Personen darin eingerechnet auch Knechte und Mägde. Als Erwerb genannt wurden weiterhin verschiedene Formen von Geld- und Handelsgeschäften sowie das Schlachten. Nur eine Person betrieb mit der Glaserei ein Handwerk und das auch nur neben Kleinhandel und Metzgerei. Daneben wurden einige Schulmeister genannt.
Die Judenvorsteher Isaak von Werl und ein Bernd von Geseke gehörten 1648 zu den wohlhabendsten jüdischen Einwohnern. Bernd stand mit einer Abgabe von 55 Talern an der zweiten und Isaak mit 47 Talern an vierter Stelle. Insgesamt kamen von 59 Zahlern ein Steueraufkommen von 1041 Reichstalern zusammen. Zu den Armen mit einer Steuerleistung von 0–9 Reichstalern zählten 19 Personen, als unterdurchschnittlich (10–18 Reichstalern) wurden 18, als überdurchschnittlich (19–27 Talern) 13, als wohlhabend (28–36 Taler) 3, als reich (37–45 Taler) 2 und als sehr reich (über 46 Taler) 4 Haushaltsvorstände bezeichnet. Ein Drittel der Juden galt danach als arm. Relativ wohlhabend waren die Juden im Durchschnitt in Werl und Geseke. Relativ wenig bemittelt dagegen die Juden in Erwitte, Neheim, Warstein, Winterberg, Rüthen und Meschede. Die Juden hatten eine jährliche Tribut zur Erneuerung des Geleits zu zahlen. Die Städte konnten Einzugsgeld und jährlich ein Beiwohnergeld erheben. Bei Wegzug aus dem Machtbereich des Erzbischofs war weiterhin das Wegzuggeld fällig. Teilweise wurden auch Begräbnisgelder erhoben. Besonders belastend waren in Kriegszeiten jüdische Sonderkontributionen an eine der Kriegsparteien. Auch von Einquartierungen von Soldaten waren die Juden überdurchschnittlich stark betroffen.
Die Verschlechterung der wirtschaftlichen Lage durch Kriege zeigte sich auch im Zusammenhang mit dem Siebenjährigen Krieg. Zwischen 1759 und 1761 hatten allein die Juden 13.000 Taler zur Kriegsfinanzierung beizutragen. Außerdem mussten sie dem Herzogtum Fourage stellen und Geld vorstrecken. Im Jahr 1776 zeigen Erhebungen zu einer Kopfsteuer wie schlecht die wirtschaftliche Lage der Juden war. Danach zahlten fast 37 % aller Haushalte unter 1 Reichstaler und wurden als „bitterarm“ eingestuft. Um die 30 % zahlten 1–2 Taler und galten als „arm.“ Der untere Durchschnitt (2–3 Taler) machten 11,64 %, der obere Durchschnitt (3–4 Taler) 10,27 % aus. Als wohlhabend (4–5 Reichstaler) galten 5,48 %, als reich (5–6 Reichstaler) 2,74 % und als sehr reich (über 6 Taler) ebenfalls 2,74 %.
Auch am Ende des alten Reiches haben die Kosten für den Krieg gegen das revolutionäre Frankreich die Juden stark belastet. In den Jahren 1793 bis 1800 hatten sie zusätzlich jährlich 1000 Taler aufzubringen. Dieser Betrag wurde wie auch für die christlichen Untertanen auf das dreieinhalbfache gesteigert. Dagegen legte die Judenschaft Protest ein und verwies darauf, dass sie auf Grund der hohen Abgaben mit über 32.000 Talern verschuldet sei.

### Antijüdische Haltungen

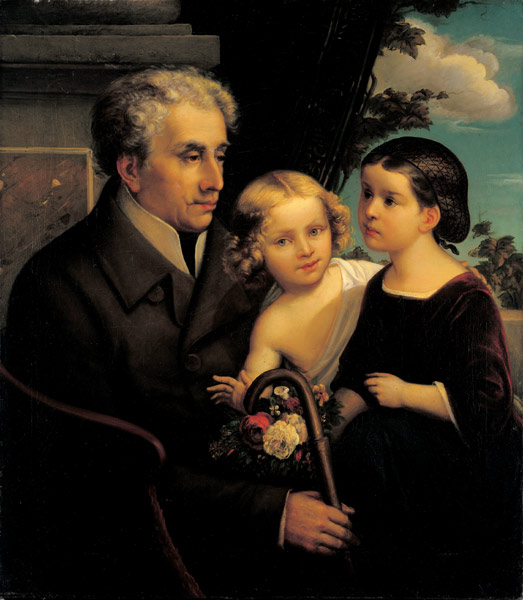
Alexander Haindorf war wohl die bedeutendste Persönlichkeit die aus der Judenschaft des Herzogtums Westfalen hervorging

Nach den Anwachsen der jüdischen Bevölkerung gab es immer wieder Klagen von Seiten der Städte und Landstände. In Arnsberg gelang es der Bürgerschaft 1671 vom Kurfürsten ein Privileg zu erhalten, dass die Ansiedlung von Juden untersagte.  Zum Beispiel beschwerte sich die Stadt Werl vor 1703 über die Zahl der Juden. „Aber indeme die statt bey jetzigen und vorigen erlittenen kriegsbeschweren, auch wegen ausgestandener vieler schädtlicher feuerbrunsten und darauf erfolgten sterb und verderb vieler bürger nunmehr zum total ruin sich neiget, und dann danebebenst wegen schwerer Schultlasten täglichs und zeithero dermaßen ausgemergelt worden, ut vix respirare amplius possit, also ist auch derselben eine pure ohnmöglichkeit, deren noch eine größere Zahl zu dulden.“
„Denn dieselben mit ihrer täglichen handtierung gegen die judenordnung, der gemeinen betrangten burgerschaft nicht allein, sondern auch dem uralten wohlfundierten und mit churfürstlichen privilegien gnädigst versehenem kaufambt wird hierbey ubergebende gnädigste verordnung de anno 1688 den 12. Decembris in heimb- und offentlicher verkaufung allerhandt ihnen nicht vergunstigten waren höchst schädtlich und praejudicyerlich seyn und denselben nahrung abschneiden, auch das brodt aus dem maul ziehen (…)“
Die Zahl von 107 Familien des Jahres 1700 wurden für die Landstände zu einer Richtgröße. Immer wieder forderten sie die Ausweisung der darüber hinausgehenden Zahl. Dass diese Zahl überschritten wurde, hatte auch damit zu tun, dass die Inhaber von Unterherrschaften ohne kurfürstliches Geleit Juden aufnahmen. Eine erste Ausweisung von 42 Personen 1704 wurde offenbar nicht vollzogen. Eine weitere Ausweisung wurde 1716 beschlossen. Dabei wiesen die Städte häufig die wohlhabenden Juden aus. Der Vorsteher der Judenschaft machte den Kurfürsten darauf aufmerksam, dass die Höhe der Tribute in Gefahr sei. Die Vorsteher baten darum, die armen Juden nicht auf die Zahl von 107 Familien anzurechnen, und wenn es nötig sei, ihnen die Ausweisung zu überlassen. Clemens August von Bayern bestimmte 1736 schließlich, dass 25 arme Judenfamilien nicht zu der Gesamtzahl von 107 zu rechnen seien. Dennoch hielt der Druck der Landstände an. Eine von ihr eingesetzte Kommission ermittelten für 1738 eine Zahl von mindestens 144 Familien, wobei einige Orte keine Meldungen abgegeben hatten. In der Stadt Brilon wurde 1741 fünf Familien die Ausweisung verkündet. Ob es dazu tatsächlich gekommen ist, bleibt unklar. Der Kurfürst befahl seinen Beamten 1747 die Juden vor Schikanen der christlichen Einwohner „mit starker Hand“ zu schützen. Allerdings ging er gegen sogenannte „Pack- und Betteljuden“ mit Gefängnis und körperliche Strafen hart vor. Insgesamt blieb die Haltung gegenüber den Juden zwischen den eher judenkritischen Landständen und dem eher judenfreundlichen Kurfürsten sowie deren Hofkammer bis zum Ende des alten Reiches umstritten.
Am Ende des alten Reiches scheint es in der Bevölkerung weiterhin deutliche Vorbehalte gegenüber den Juden gegeben zu haben. Die kurkölnische Judenschaft bat darum „wider alle, der bürgerlichen Ruhe ohnehin gefährlichen Mißhandlungen, die hiehin bei Nachtzeiten, Sonn- und Feiertagen, [auf] offenen Gass[en] und Straßen, sogar in den eigenen Häusern von den mutwilligen Bauernburschen wider die gemeine Sicherheit unternommen worden, aufs sorgfältigste zu schützen“ und „mit der strengsten, allenfalls Leibesstrafe zu belegen.“ Gewaltsame Übergriffe durch einen Knecht an mehreren Juden sind aus Lenhausen im Jahr 1800 dokumentiert. Gegen den Beschuldigten ging das zuständige Gericht sofort vor. Von groben Unfug gegenüber Juden in Lenhausen ist auch 1815 noch die Rede. Auf Alexander Haindorf, der aus Lenhausen stammte, soll ein Bericht zurückgehen, den Salomon Ludwig Steinheim wiedergab. Danach soll es in diesem Ort einen fanatischen Pfarrer gegeben haben, auf dessen Wirken hin, die Juden in der Karwoche den Ort zu verlassen hatten. In dieser Zeit wäre eine Prozession von der Kirche zur Synagoge gezogen. Die Türen wurden aufgebrochen und das Innere verwüstet. Diese Darstellung hat sich inzwischen als falsch herausgestellt. Zwar gab es erhebliche Spannungen aber das Beispiel des Falls von 1790 zeigt, dass die zuständige Obrigkeit ihrer Schutzfunktion nachkam.

## Vom Beginn bis zur Mitte des 19. Jahrhunderts

### Fortdauern der Restriktionen
Das Ende des Kurstaates und der Übergang des Herzogtums Westfalen an die Landgrafschaft Hessen-Darmstadt brachte gewisse Erleichterungen für die jüdische Bevölkerung. Es kam zur Ansiedlung in weiteren Orten wie in Cobbenrode oder Olpe. In Arnsberg wurde das Ansiedlungsverbot zwar nicht formal aufgehoben, wurde aber nicht mehr beachtet. Dort entwickelte sich seit 1810 eine jüdische Gemeinde. Dennoch nahm die jüdische Bevölkerungszahl nur leicht auf 1825 Personen im Jahr 1814 zu. Im Gegensatz zu den Juden etwa im französischen Rheinland kam es zu keiner rechtlichen Gleichstellung der Juden. Weiterhin behielt die Judenordnung von 1700 mit ihren Restriktionen ihre Gültigkeit. Das Geleitrecht galt weiter. Das Reiserecht der Juden blieb beschränkt. Seit 1808 mussten die Juden erbliche Familiennamen annehmen und es wurden Personenstandregister eingeführt. Im Jahr 1806 begannen sogar die Planungen zu einer neuen Judenordnung. Diese kam auch wegen des Anschlusses des Herzogtums Westfalen an Preußen nicht mehr zur Ausführung.
Die jüdische Bevölkerung betrug zu Beginn der preußischen Herrschaft (1818) im Kreis Brilon 2,3 %, im Kreis Arnsberg 0,7 %, im Kreis Meschede 0,5 % und im Kreis Olpe nur 0,2 %. In den folgenden Jahrzehnten nahm infolge der Industrialisierung im Laufe des 19. Jahrhunderts die Bedeutung des Landjudentums zu Gunsten der größeren Orte und Städte ab. In einigen Dörfern gab es schließlich keine Juden mehr.
An der rechtlichen Situation der Juden änderte sich im Gegensatz zu anderen Teilen der Monarchie, für die das Edikt betreffend die bürgerlichen Verhältnisse der Juden in dem Preußischen Staate vom 11. März 1812 galt, auch nach der Besitzergreifung des Landes durch Preußen 1816 nichts. Eine Abwanderung in andere preußische Gebiete mit einer anderen Judenverfassung war nicht gestattet. Umgekehrt war fremden Juden auch ein vorübergehender Aufenthalt im Gebiet des früheren Herzogtums Westfalen nicht erlaubt. Es mussten weitere Geleitzahlungen geleistet werden. Die Judentribute wurden aber nicht mehr durch die Judenschaft selbst, sondern durch die staatlichen Behörden eingetrieben.
Viele Städte und Gemeinden beriefen sich weiterhin hinsichtlich der Gesamtzahl der Juden auf die 107 Familien aus der Judenordnung von 1700 und protestierten gegen die Ansiedlung weiterer jüdischer Einwohner. In den meisten Fällen spielte die Sorgen um wirtschaftliche Konkurrenz eine Rolle. Zumindest in einem Fall geschah dies auf Grund eines kirchlich bestimmten Antisemitismus. Der Vikar in Helden protestierte 1845 gegen die Ansiedlung einer jüdischen Familie mit der Begründung, dass nichts das katholische Gefühl so sehr beleidige, wie die Anwesenheit eines Juden am Pfarrort. Meist halfen diese Proteste nichts und die Behörden stellten die beantragte Geleitbriefe aus. Im Jahr 1825 kam es in Werl zu den so genannten Hellwitz-Tumulten mit christlich motivierten antijüdischen Untertönen, nachdem Levi Lazar Hellwitz die Aufnahme in den örtlichen Schützenverein beantragt hatte. Die Unruhen mussten gewaltsam unterdrückt werden.
Insofern lockerten sich die Beschränkungen etwas. Dies gilt auch für die Restriktionen beim Erwerb von Immobilien. Spätestens mit der revidierten Städteordnung von 1837 fiel der Unterschied zwischen Bürgern und Schutzverwandten weg. Im Gegensatz zu den anderen Teilen der Provinz Westfalen, wo auch die Juden nunmehr in kommunale Ämter gewählt werden konnten, war dies im ehemaligen Herzogtum nicht möglich. Eine Ausnahme war Alexander Schönstadt, der 1846 gegen die Nichtaufnahme in die Bürgerliste protestierte und in die Stadtverordnetenversammlung gewählt wurde. Dennoch galt auch in den 1840er Jahren de jure die Judenordnung von 1700 weiter. Auch wurden in dieser Zeit gewisse Erleichterungen wieder rückgängig gemacht. Erst mit dem Gesetz über die Verhältnisse der Juden von 1847 erhielten auch die Juden im Herzogtum Westfalen grundsätzlich die rechtliche Gleichberechtigung und die Anerkennung als Staatsbürger.

### Innerjüdische Entwicklungen

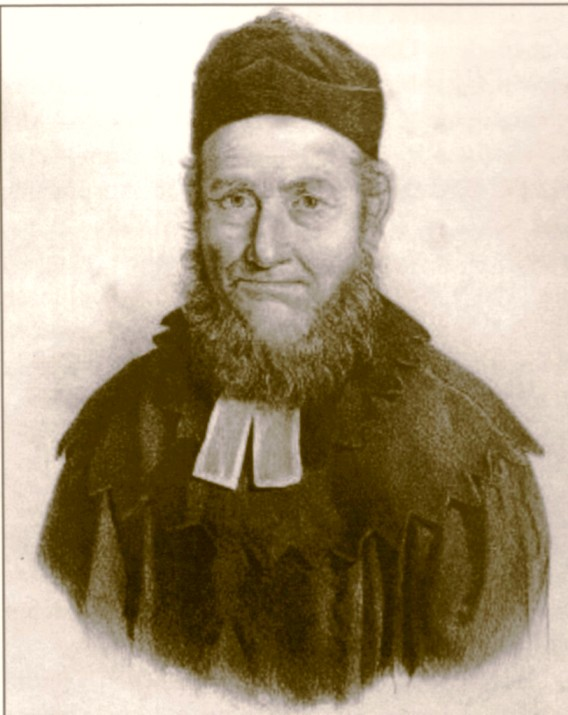
Joseph Abraham Friedländer war von 1832 bis 1852 Landrabbiner und verfocht weitgehende Reformen

Im Gegensatz zu anderen Teilen Deutschlands, in denen die Landjudenschaften schon 1802 aufgehoben wurden, blieb diese Korporation im ehemaligen Herzogtum Westfalen bis 1847 bestehen. Vorsteher der Judenschaft war bis 1825 Bendix Ruthenberg aus Rüthen und bis 1837 Levi Lazar Hellwitz in Soest beziehungsweise in Werl. Dieser trug den Titel eines Obervorstehers. Landrabbiner war von 1780 bis 1832 Hirsch Cohen aus Geseke und zwischen 1832 und 1852 der schon hochbetagte Joseph Abraham Friedländer aus Brilon. Hellwitz und Friedländer und auch dessen Enkel Salomon Friedländer standen für innerjüdische Reformen bis hin zur geistigen Assimilation. Friedländer war der Meinung, dass die traditionelle jüdische Lebensweise mit dem Festhalten an den Ritualgesetzen die Absonderung gegenüber der Mehrheitsgesellschaft verstärken würde, Er führte in Brilon unter anderem Musik und die deutsche Sprache im Gottesdienst ein. Einige Gemeinden, wie die in Arnsberg, übernahmen zeitweise diese Reformen. Sie stießen aber bald auf innerjüdische Widerstände etwa durch den münsterländischen Landrabbiner Abraham Sutro.
Die alte Korporation der Juden des Herzogtums Westfalen wurden mit dem Gesetz von 1847 beseitigt. An ihre Stelle traten die Synagogengemeinden und -bezirke. Diese unterstanden staatlicher Aufsicht, konnten als Körperschaften öffentlichen Rechts ihre inneren Angelegenheiten aber selbst regeln. Unterbrochen von der Revolution von 1848 wurden die Synagogenbezirke auch für das Herzogtum Westfalen festgelegt. Im Kreis Brilon waren diese die Synagogenbezirke Brilon, Niedermarsberg und Padberg. Im Kreis Meschede waren es Meschede und Lenhausen. Im Kreis Arnsberg bestand der Synagogenbezirk Arnsberg. Im Kreis Lippstadt, zu dem auch Teile des ehemaligen Herzogtums Westfalen gehörte, bestanden die Synagogenbezirke Lippstadt, Geseke, Erwitte und Rüthen-Anröchte. Die Juden in Menden gehörten zum Bezirk Menden-Hemer-Fröndenberg. Die wenigen Juden des Kreises Olpe wurden durch Lenhausen vertreten.

### Anmerkung
1. ↑  zeitbedingt mit antisemitischen Untertönen